# Coenotephria mantelorum
Coenotephria mantelorum är en fjärilsart som beskrevs av Hausmann 1997. Coenotephria mantelorum ingår i släktet Coenotephria och familjen mätare. Inga underarter finns listade i Catalogue of Life.